# Tintorrock

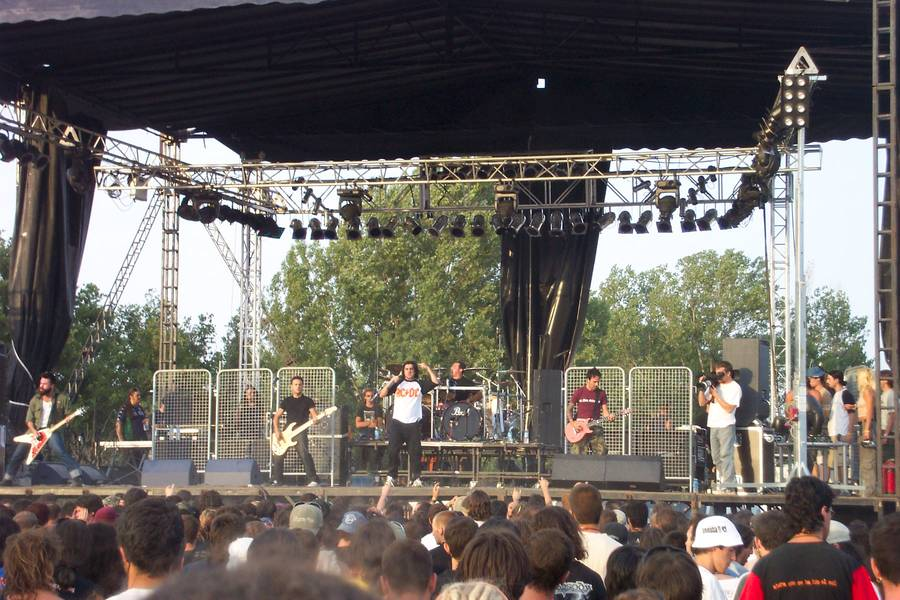
Hamlet en el Festival Tintorrock 2003.

El Festival Tintorrock es un festival de música Punk Rock que nació el año 1998 en Aranda de Duero y que ha ido trasladando su lugar de celebración por varios lugares de la provincia de Burgos, realizándose alguna edición incluso en Salamanca y Navarra. Su principal organizador es el sello discográfico Tintorrock Producciones compuesto principalmente por componentes del grupo Zirrosis de Aranda de Duero.

## Ediciones

### Tintorrock I
Estadio Virgen de las Viñas, Aranda de Duero. 5 de septiembre de 1998
- La Polla
- Porretas
- Eskorbuto
- Zirrosis
- Parabellum
- Kaos Etíliko

### Tintorrock II
Estadio Virgen de las Viñas, Aranda de Duero. 3 de julio de 1999
- Desastre
- El Último Ke Zierre
- Zirrosis
- M.C.D.
- La Polla
- Reincidentes

Pese a estar anunciada (cartelería y entradas) su celebración en la plaza de toros, finalmente tuvo lugar en el Estadio de fútbol Virgen de las Viñas

### Tintorrock III
Estadio Virgen de las Viñas, Aranda de Duero. 1 de julio de 2000
- Denuncia
- Canallas
- Disidencia
- Zirrosis
- Boikot
- Porretas
- La Polla

### Tintorrock IV
Plaza de Toros de Burgos. 21 de julio de 2001
- Reincidentes
- Soziedad Alkoholika
- Zirrosis
- Koma
- El Último Ke Zierre
- Marea
- Expiro

### Tintorrock V
Complejo Deportivo de Milagros (Burgos). 1,2 y 3 de agosto de 2002
| 1 de agosto - Commando 9mm - Gérmenes - Segismundo Toxicómano - Anarko - Desastre - Sublevados - Escuela de Odio | 2 de agosto - Boikot - Sôber - La Polla - Hamlet - Marea - Zirrosis - Etsaiak - Disidencia - Fe de Ratas - Sikarios | 3 de agosto - U.K. Subs - S.A. - Banda Bassotti - Koma - R.I.P. - Ska-P - Narco - Porretas - Su Ta Gar - Txapelpunk |  |

### Tintorrock VI

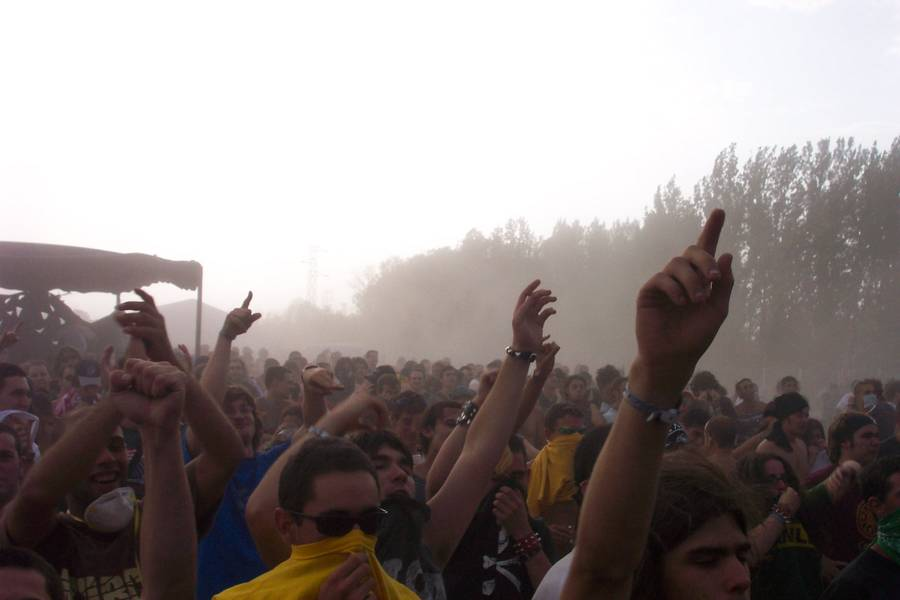
Público en una ventolera, durante el concierto de Narco. Tintorrock 2003.

Polígono Allende Duero, Aranda de Duero. 31 de julio, 1 y 2 de agosto de 2003
| 31 de julio - U.K. Subs - Tijuana in Blue - Siniestro Total - Barricada - A Palo Seko - Konsumo Respeto - T.C.A. - Malos Vicios | 1 de agosto - Cockney Rejects - Discharge - La Polla - Freak XXI - El Último Ke Zierre - Porretas - Berri Txarrak - Los Muertos de Cristo - Vantroi - Hora Zulu - Kalean | 2 de agosto - Biohazard - The Business - Hamlet - Maniática - Boikot - Disidencia - Segismundo Toxicómano - Narco - La Gripe - M.C.D. - Transfer |  |

El jueves se suspendieron los conciertos de Π L.T., Kannon y En la sombra debido a retrasos en el arranque del festival. (mi página)

### Tintorrock VII
Corella (Navarra). 29, 30 y 31 de julio de 2004
| 29 de julio - Vice Squad - Porretas - Efectos Sekundarios - Disidencia - XXL - K-Os - Kalean - En la sombra - Diskriminados | 30 de julio - The Adicts - Cockney Rejects - Gatillazo - Boikot - El Último Ke Zierre - M.C.D. - A Palo Seko - Sublevados - Síndrome de Abstinencia | 31 de julio - GBH - Peter and the Test Tube Babies - Reincidentes - The Meas - Vulpes - Zirrosis - Koma - Segismundo Toxicómano - Konsumo Respeto - Transfer - Paco Jones |  |

Π L.T. finalmente no tocaron por problemas de la organización.

### Tintorrock VIII
Pabellón Multiusos Sánchez Paraíso, Salamanca. 19 de noviembre de 2005
- The Exploited
- Parabellum
- El Último Ke Zierre
- Zirrosis
- Sikotiko
- Lendakaris Muertos
- Josu distorsión y los del puente romano
- Cockney Rejects
- Dritte Wahl
- Toxoplasma
- Kaotiko
- Prime
- Konsumo Respeto
- Envidia Kotxina

### Tintorrock IX
Plaza de Toros de Briviesca. 12 y 13 de mayo de 2006
| 12 de mayo - Parabellum - Porretas - Koma - Segismundo Toxicómano - Commando 9mm - Kalean - Fe de Ratas - Antisocial - Puagh - Des+Karadas - L@s Ginger - Josu Distorsión y los del Puente Romano - Kaos Urbano - Subversión X - Undécimo Mandamiento | 13 de mayo - Gatillazo - El Último Ke Zierre - Kaotiko - Habeas Corpus - Disidencia - Macarrada - Lendakaris Muertos - Vantroi - Envidia Kotxina - La Familia Iskariote - Suspenders - Sikotiko - Des-Kontrol - Norelax - Zapatrus |  |

### Tintorrock X
Todavía no hay noticias al respecto.